# Jean-Claude Osman
Pour les articles homonymes, voir Osman.
Jean-Claude Osman, surnommé La Rouille, est un footballeur professionnel né le 6 mars 1947 à La Suze-sur-Sarthe. Il évoluait au poste de latéral droit. Il doit arrêter sa carrière pendant une année en 1974 à cause d'une blessure à l'œil à la suite d'un choc avec le joueur nîmois Mario Mendoza. Retiré du football, il possède désormais un café à Audierne, et s'occupe de jeunes footballeurs en U17 au GJ Cap Sizun.

## Carrière
- La Suze
- 1963-68 :  FC Nantes (formation)
- 1968-78 :  FC Nantes 273 matchs et 8 buts en championnat
- 1978-79 :  SCO Angers 12 matchs

## Palmarès
- Champion de France 1973 et 1977
- Équipe de France : 1 sélection